# دهستان ویلکیج شمالی
دهستان ویلکیج شمالی نام دهستانی در بخش مرکزی شهرستان نمین، استان اردبیل در ایران است. براساس سرشماری مرکز آمار ایران در سال ۱۳۸۵، جمعیت آن ۵۹۶۶ نفر (۱۴۲۳ خانوار) بوده‌است.
۲۲ آبادی(ده و روستا)ی آن به شرح زیر است:
اولاغان/ ارپاتپه سی / پته خور / جگرکندی / جله گران / خانقاه سفلی /خانقاه علیا/خشحیران/دگرماندرق(درماندره)/دودران/سولیدرق/سولا/کریم کندی /دیمه داغل/ کله سر /کلاسر/کنازق/گللو/مهدی پستی/ننه کران/نوده/ ینگجه

## مرکز دهستان (محال) ویلکیج شمالی
مرکز دهستان ویلکیج شمالی روستای ننه کران واقع در هفت کیلومتری شهر نمین در مسیر نمین -آبی بیگلو واقع شده است.
اولاغان/ ارپاتپه سی / پته خور / جگرکندی / جله گران / خانقاه سفلی /خانقاه علیا/خشحیران/دگرماندرق/دودران/سولیدرق/سولا/کریم کندی /دیمه داغل/ کله سر /کلاسر//كنازق/گللو/مهدي پستی/ننه کران/نوده/ ینگجه /طرح منابع طبیعی